# Campionati norvegesi di sci alpino 1994
I Campionati norvegesi di sci alpino 1994 si svolsero a Narvik tra il 26 e il 29 marzo. Il programma incluse gare di discesa libera, supergigante, slalom gigante, slalom speciale e combinata, sia maschili sia femminili.

## Risultati

### Uomini

#### Discesa libera
| Pos. | Atleta         | Nazione  | Tempo   |
| ---- | -------------- | -------- | ------- |
| 1    | Atle Skårdal   | Norvegia | 1:38,90 |
| 2    | Lasse Arnesen  | Norvegia | 1:39,74 |
| 3    | Asgeir Linberg | Norvegia | 1:39,81 |

Data: 26 marzo

#### Supergigante
| Pos. | Atleta        | Nazione  | Tempo   |
| ---- | ------------- | -------- | ------- |
| 1    | Atle Skårdal  | Norvegia | 1:21,01 |
| 2    | Lasse Kjus    | Norvegia | 1:21,06 |
| 3    | Lasse Arnesen | Norvegia | 1:21,63 |

Data: 27 marzo

#### Slalom gigante
| Pos. | Atleta                         | Nazione  | Tempo   |
| ---- | ------------------------------ | -------- | ------- |
| 1    | Kjetil André Aamodt            | Norvegia | 2:12,26 |
| 2    | Harald Christian Strand Nilsen | Norvegia | 2:13,34 |
| 3    | Tom Stiansen                   | Norvegia | 2:13,90 |

Data: 28 marzo

#### Slalom speciale
| Pos. | Atleta                         | Nazione  | Tempo   |
| ---- | ------------------------------ | -------- | ------- |
| 1    | Finn Christian Jagge           | Norvegia | 1:27,51 |
| 2    | Lasse Kjus                     | Norvegia | 1:28,37 |
| 3    | Harald Christian Strand Nilsen | Norvegia | 1:28,45 |

Data: 29 marzo

#### Combinata
| Pos. | Atleta                         | Nazione  |
| ---- | ------------------------------ | -------- |
| 1    | Harald Christian Strand Nilsen | Norvegia |
| 2    | Espen Hellerud                 | Norvegia |
| 3    | Tom Stiansen                   | Norvegia |

### Donne

#### Discesa libera
| Pos. | Atleta          | Nazione  | Tempo   |
| ---- | --------------- | -------- | ------- |
| 1    | Siri Kvinlog    | Norvegia | 1:13,19 |
| 2    | Hege Holen      | Norvegia | 1:13,50 |
| 3    | Andrine Flemmen | Norvegia | 1:13,53 |

Data: 26 marzo

#### Supergigante
| Pos. | Atleta          | Nazione  | Tempo   |
| ---- | --------------- | -------- | ------- |
| 1    | Andrine Flemmen | Norvegia | 1:16,99 |
| 2    | Gro Kvinlog     | Norvegia | 1:17,27 |
| 3    | Jeanette Lunde  | Norvegia | 1:18,23 |

Data: 27 marzo

#### Slalom gigante
| Pos. | Atleta            | Nazione  | Tempo   |
| ---- | ----------------- | -------- | ------- |
| 1    | Anne Berge        | Norvegia | 2:11,82 |
| 2    | Andrine Flemmen   | Norvegia | 2:12,04 |
| 3    | Marianne Kjørstad | Norvegia | 2:12,83 |

Data: 28 marzo

#### Slalom speciale
| Pos. | Atleta            | Nazione  | Tempo   |
| ---- | ----------------- | -------- | ------- |
| 1    | Trine Bakke       | Norvegia | 1:28,04 |
| 2    | Trude Gimle       | Norvegia | 1:28,91 |
| 3    | Marianne Kjørstad | Norvegia | 1:29,11 |

Data: 29 marzo

#### Combinata
| Pos. | Atleta          | Nazione  |
| ---- | --------------- | -------- |
| 1    | Andrine Flemmen | Norvegia |
| 2    | Hanne Dreyer    | Norvegia |
| 3    | Siri Kvinlog    | Norvegia |